# Handbuch des Schachspiels
El Handbuch des Schachspiels (títol en alemany que significa Manual d'Escacs), sovint anomenat simplement Handbuch) és un llibre d'escacs, editat per primer cop el 1843 per Tassilo von Heydebrand und der Lasa. Pel que fa a obertures, va ser una de les més importants referències pels escacs mundials durant moltes dècades. El Handbuch havia estat un projecte de Paul Rudolf von Bilguer, qui, juntament amb von der Lasa fou membre del Club d'Escacs de Berlín i també de l'influent grup de mestres d'escacs posteriorment anomenat Plèiades de Berlín. En Bilguer va morir el 1840, quan la feina estava encara en les etapes inicials. En Von der Lasa va completar el projecte, i el va fer publicar, posant també el seu amic ja mort von Bilguer com a únic autor. L'obra contenia extenses anàlisis sobre totes les variants d'obertura llavors conegudes, i una secció sobre història i literatura dels escacs.
Von der Lasa va preparar les quatre edicions següents (1852, 1858, 1864, i 1874). La sisena edició (1880) la feu Constantin Schwede; i la setena edició (1891) fou obra d'Emil Schallopp, assistit per Louis Paulsen. Carl Schlechter, que havia empatat un matx pel Campionat del món contra Emanuel Lasker el 1910, va preparar la vuitena i última edició. Publicat en onze parts entre 1912 i 1916, totalitzava 1.040 pàgines, i incloïa contribucions de Rudolf Spielmann, Siegbert Tarrasch, Richard Teichmann, i Jacques Mieses. L'MI William Hartston va dir d'ella que era "un treball superb, potser el darrer que va reeixir en incloure en un sol volum tot el coneixement acumulat dels escacs."